# Jan Stapiński

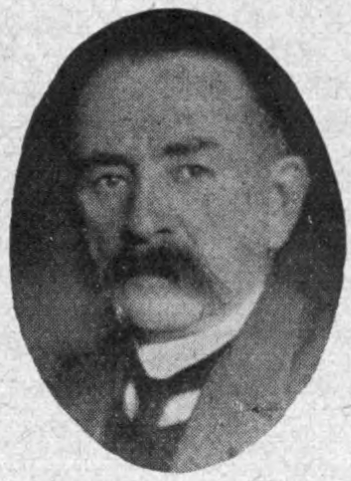
Jan Stapiński (vor 1928)

Jan Stapiński (* 21. Dezember 1867 in Budzyn, heute Gemeinde Haczów, Galizien, Kaisertum Österreich; † 17. Februar 1946 in Krosno) war polnischer Journalist und Politiker. Er war von 1898 bis 1900 sowie von 1907 bis 1918 Abgeordneter zum Österreichischen Abgeordnetenhaus.

## Ausbildung und Beruf
Stapiński besuchte die Volksschule in Kombornia (heute Gemeinde Korczyna) sowie in Krosno und absolvierte zwischen 1880 und 1889 das Gymnasium in Przemyśl und Sanok sowie ab 1885 in Jasło und studierte im Anschluss zwischen 1890 und 1891 Rechtswissenschaft an den Universitäten Krakau und Lemberg, ohne jedoch einen Abschluss zu erwerben.
Beruflich war Stapiński vor seinem Studium kurze Zeit als Direktor-Stellvertreter der Filiale in Jasło der Galizischen Bauernbank beschäftigt. Er begann seine journalistische Tätigkeit bereits während seines Studiums und nahm nach dem Ende seines Studiums im Jahr 1891 eine Tätigkeit als Vertreter der Versicherung Concordia sowie einer landwirtschaftlichen Maschinen- und Kunstdüngerfabrik auf. Er wurde 1893 Redakteur der Zeitung Kuryer Lwowski in Lemberg und arbeitete bereits ab 1890 für die Zeitung Przyjaciel Ludu (Volksfreund). Im Jahr 1902 übernahm er dort die Funktion des Chefredakteurs, zwischen 1903 und 1933 war er zudem auch Eigentümer. Parallel gründete er 1908 auch die Zeitung Gazeta Powszechna in Krakau, wo er zwischen 1908 und 1910 auch als Herausgeber fungierte. Er war zudem Verwaltungsrat der Versicherung Wisła und übersiedelte 1934 auf sein Gut Klimkowka im Bezirk Gorlice.

## Politik und Funktionen
Stapiński gewann 1898 die Nachwahl im Wahlbezirk der allgemeinen Wählerklasse Galiziens Nr. 7 und folgte damit dem verstorbenen Abgeordneten Wysocki nach. Er war in der Folge bis 1900 Abgeordneter zum Abgeordnetenhaus und wirkte von 1901 bis 1914 als Abgeordneter zum Galizischen Landtag. Zudem war er vom 17. Juni 1907 bis zum 12. November 1918 Abgeordneter zum Abgeordnetenhaus für den Wahlbezirk Galizien 50. Er war ab 1895 Gründungsmitglied der Polnischen Volkspartei und war ab 1900 Sekretär des Parteiausschusses bzw. ab 1908 als Obmann. Zeitweise war er auch Klubobmann der polnischen Volkspartei im Abgeordnetenhaus.
Nach dem Ersten Weltkrieg wirkte er von 1919 bis 1922 als Mitglied des polnischen verfassungsgebenden Sejm und war von 1928 bis 1930 dessen Mitglied. Er war zudem von 1924 bis 1926 Obmann des polnischen Bauernbunds und von 1926 bis 1927 Obmann-Stellvertreter der polnischen Bauernpartei. Während des Zweiten Weltkriegs musste sich Stapiński versteckt halten und tauchte im Bezirk Krosno unter.

## Privates
Stapiński wurde als Sohn des Landwirts Wojciech Stapiński geboren. Er heiratete 1894 Barbara Rąp und war Vater von zwei Söhnen.